# Peter Kronheimer
Peter Benedict Kronheimer (1963) é um matemático britânico.